# Југославија на Евровизији младих плесача
Југославија је 3 пута учествовала на Евровизији младих плесача. 

## Преглед учешћа
| Година | Учесник         |
| ------ | --------------- |
| 1987.  | Ведрана Остојић |
| 1989.  | Дино Бакса      |
| 1991.  | Ана Павловић    |